# Hamilton Camp
Hamilton Camp (Londen, 30 oktober 1934 – Los Angeles, 2 oktober 2005) was een Amerikaanse acteur van Britse komaf. Camp speelde tussen 1946 en 2005 in bijna honderd films.
Hamilton Camp werd geboren in Londen en werd als kind ten tijde van de Tweede Wereldoorlog samen met zijn moeder en zus geëvacueerd naar de Verenigde Staten. Daar werd hij onder de namen Robin Camp en Bob Camp een kindster in films en op toneel. Later ging hij door onder de naam Hamilton Camp.
Later legde Camp zich ook toe op folkmuziek. Hij (co-)schreef meerdere nummers, waaronder You Can Tell the World, dat het openingsnummer op Simon & Garfunkel's eerste album Wednesday Morning, 3 A.M. werd. Zelf had hij als artiest bescheiden succes. Met plaats 76 bereikte Hamilton Camp met Here's to You zijn hoogste notering in de hitlijsten.

## Gedeeltelijke filmografie
- Bedlam (1946)
- Mrs. Mike (1949)
- Outrage (1950)
- Dark City (1950)
- Kim (1950)
- When I Grow Up (1951)
- The Son of Dr. Jekyll (1951)
- My Cousin Rachel (1952)
- Titanic (1953)
- Ride Clear of Diablo (1954)
- Executive Suite (1954)
- Mardi Gras (1958)
- The Perils of Pauline (1967)
- The Graduate (1967)
- The Cockeyed Cowboys of Calico County (1970)
- Nickelodeon (1976)
- American Hot Wax (1978)
- Rabbit Test (1978)
- Heaven Can Wait (1978)
- Starcrash (1978)
- Roadie (1980)
- All Night Long (1981)
- S.O.B. (1981)
- Evilspeak (1981)
- Eating Raoul (1982)
- Young Doctors in Love (1982)
- Safari 3000 (1982)
- Twice Upon a Time (1983)
- Under Fire (1983)
- Meatballs Part II (1984)
- The Rosebud Beach Hotel 1984)
- No Small Affair (1984)
- City Heat (1984)
- It Came Upon the Midnight Clear (1984)
- The Jetsons Meet the Flintstones (1987)
- Scooby-Doo and the Reluctant Werewolf (1988)
- Scooby-Doo and the Ghoul School (1988)
- Bird (1988)
- Bridesmaids (1989)
- Arena (1989)
- The Little Mermaid (1989)
- Dick Tracy (1990)
- Attack of the 50 Ft. Woman (1993)
- The Pebble and the Penguin (1995)
- Gordy (1995)
- All Dogs Go to Heaven 2 (1996)
- Almost Heroes (1998)
- Dr. Dolittle (1998)
- Joe Dirt (2001)
- Wishcraft (2002)
- The 4th Tenor (2002)

## Albums
- Bob Gibson and Bob Camp at the Gate of Horn (1961)
- Paths of Victory (1964)
- Here's to You (1967)
- Welcome to Hamilton Camp (1967)
- Skymonters With Hamid Hamilton Camp (1973)
- Homemade Music (Bob Gibson and Hamilton Camp) (1978)
- Mardi's Bard (2003)
- Sweet Joy (2005)